# Heaven & Hell: Live at Radio City Music Hall
Heaven & Hell: Live at Radio City Music Hall är ett musikalbum och tillika en musik-DVD av Black Sabbath som släpptes den 28 augusti 2007. Skivan spelades in den 30 mars 2007 då Black Sabbath framträdde i Radio City Music Hall i New York.

## Låtlista
1. E5150
2. After All (The Dead)
3. The Mob Rules
4. Children of the Sea
5. Lady Evil
6. I
7. The Sign of the Southern Cross
8. Voodoo
9. The Devil Cried
10. Appice Solo
11. Computer God
12. Falling Off the Edge of the World
13. Shadow of the Wind
14. Iommi Solo/Die Young
15. Heaven & Hell
16. Lonely is the Word
17. Neon Knights